# Movi Electric
Movi Electric – brazylijski producent elektrycznych mikrosamochodów z siedzibą w Brasílii działający od 2020 roku.

## Historia
Movi Electric założone zostało w 2020 roku przez brazylijskiego przedsiębiorcę Paulo Lopesa w stolicy kraju Brasílii, za cel obierając sprzedaż tanich, niewielkich samochodów elektrycznych z myślą o rodzimym rynku. W tym celu nawiązano współpracę z argentyńskim producentem takich pojazdów Sero Electric, porozumiewając się w celu rozpoczęcia produkcji jej rodziny modeli pod własną marką Movi w mieście Toledo na południu kraju.
Podobnie jak u argentyńskiego odpowiednika, rodzina elektrycznych mikrosamochodów Movi utworzona została przez model Sedan przeznaczony do nabywców prywatnych, jak i szeroką gamę wariantów dostawczych skierowaną do przedsiębiorców w postaci pickupa oraz furgonetki. Wielkość produkcji podczas pierwszego roku działalności określona została na 100 egzemplarzy, z planami dalszego rozwoju.

## Modele samochodów

### Obecnie produkowane
- Sedan
- Baú
- Carga